# Lispe geniseta
Lispe geniseta är en tvåvingeart som beskrevs av Stein 1909. Lispe geniseta ingår i släktet Lispe och familjen husflugor. Inga underarter finns listade i Catalogue of Life.